# Honda RS 250 R
La sigla RS 250 R (spesso indicata anche come NSR 250) ha caratterizzato le motociclette da competizione della casa Honda a partire dal motomondiale 1985 e ha contraddistinto vari modelli molto diversi tra loro nell'arco di più di un ventennio.

## Il contesto
Il mondiale del 1985 vide il debutto ufficiale in gara di questa nuova motocicletta, curata dalla divisione HRC e affidata a Freddie Spencer, che segnava il ritorno della Honda nella classe 250 dopo quasi due decenni di assenza. La caratteristica principale che la differenziava dai modelli precedenti della casa nipponica era quella di essere dotata di un motore a due tempi bicilindrico in configurazione a V raffreddato a liquido. Già nell'anno del debutto riuscì ad aggiudicarsi il titolo mondiale piloti e anche il secondo posto in classifica fu appannaggio della Honda, grazie ad Anton Mang.
Nello sviluppo della moto vennero utilizzate le esperienze già maturate in classe 500 nei due anni precedenti, con la presentazione e lo sviluppo della NSR 500 di cui la sorella minore riprendeva l'architettura di base con cilindrata dimezzata.
Da quel primo anno fino al motomondiale 1997 fu una continua serie di titoli costruttori conquistati, con le poche eccezioni dei mondiali 1990 e 1995; in aggiunta furono appannaggio di piloti Honda anche i titoli individuali 1987 con Mang, 1988 e 1989 con Sito Pons, 1991 e 1992 con Luca Cadalora, 1997 con Max Biaggi.
Bisognò attendere poi il motomondiale 2001 per vedere un'altra affermazione della RS 250, sia tra i costruttori che tra i piloti, grazie a Daijirō Katō; in seguito fu il turno di Daniel Pedrosa a conquistare per due anni consecutivi il titolo, nel 2004 e 2005, entrambe le volte accompagnato dal titolo marche.
Il termine del motomondiale 2008 vide il progressivo disimpegno della Honda dallo sviluppo ulteriore del modello, visto anche l'imminenza della sostituzione della classe 250 con la nuova Moto2; ciò non ha però impedito la conquista dell'undicesimo e ultimo titolo mondiale piloti nella stagione 2009 con il pilota Hiroshi Aoyama su una RS 250 gestita dal Team Scot.
Per quanto riguarda i titoli costruttori ottenuti da Honda con questo modello, il ciclo di vita si è chiuso con 14 successi.
Derivata in parte ed esteticamente simile al modello da competizione, Honda mise in produzione per circa un decennio anche un modello omologato per la circolazione stradale, la Honda NSR 250 R.